# Haikou Tower
Torre Haikou (海口塔 in cinese), o Haikou Tower 1, è un grattacielo in costruzione su Guoxing Avenue, ad Haikou, Hainan, Cina. Sarà il più alto di un gruppo di dieci edifici in un sito chiamato Haikou Towers o Hainan International Exchange Square.
L'edificio principale sarà una torre di 94 piani con un'altezza di 428 metri. Il progetto consisterà in un gruppo di dieci edifici, cinque a nord di Guoxing e cinque a sud. I terreni ammontano a 387.669 metri quadrati.
Il progetto è iniziato il 28 settembre 2015 e dovrebbe essere completato verso il 2027.

## Caratteristiche

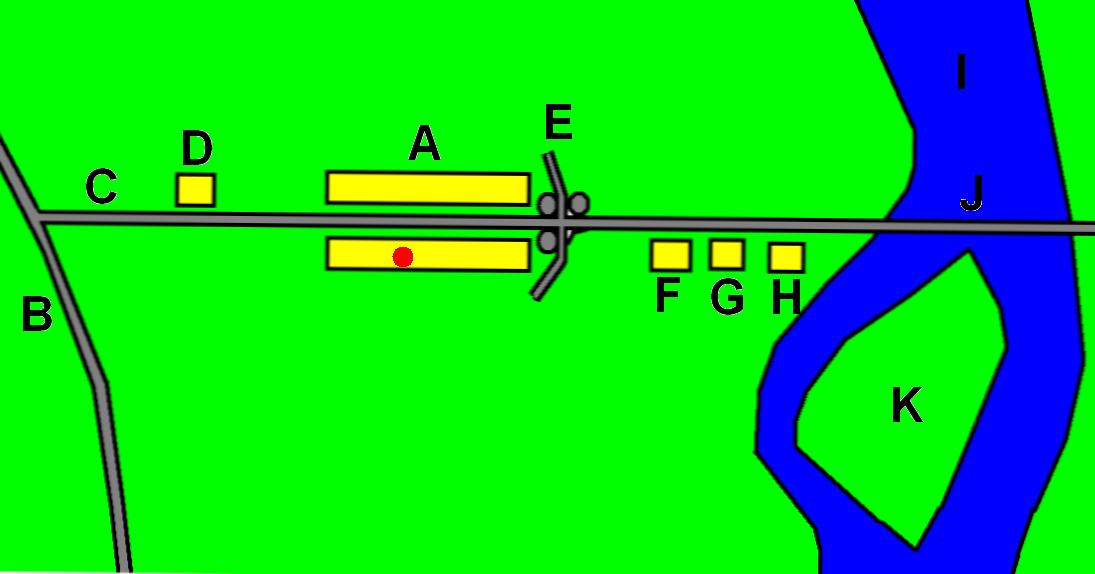
- A - Haikou Tower
- B - Longkun Road
- C - Guoxing Avenue
- D - HNA Building
- E - Haifu Road
- F - Hainan Library
- G - Hainan Centre for the Performing Arts
- H - Hainan Museum
- I - Nandu River
- J - Qiongzhou Bridge
- K - Simapo Island

### Il sito
Il sito, chiamato Haikou Towers o Hainan International Exchange Square, si trova su Guoxing Avenue, direttamente a ovest di Haifu Road. È diviso in due parti: una che corre lungo il lato nord di Guoxing e l'altra di dimensioni e forma simili sul lato sud. Ogni parte conterrà cinque edifici: due piccoli edifici a ovest, una torre centrale e due piccoli edifici a est. La parte sud avrà l'edificio più alto chiamato 'Haikou Tower 1'.
I dieci edifici varieranno da 150 a 450 metri di altezza con una superficie complessiva di 1,5 milioni di metri quadrati.

### Torre principale
La torre principale, chiamata Haikou Tower 1 avrà 94 piani fuori terra e 2 sottoterra, serviti da 51 ascensori. La parte superiore dell'hotel della torre avrà un vuoto centrale.
I due terzi inferiori dell'edificio conterranno 185.000 metri quadrati di spazi per uffici. La parte superiore sarà di 46.000 metri quadrati di uffici.
La torre conterrà 356 appartamenti e 288 camere d'albergo. Saranno disponibili un totale di 1.952 parcheggi.

#### Divisione dei piani
I piani sono progettati per essere utilizzati come segue:
- Uffici: da 7 a 66
- Palestra / piscina e altre strutture alberghiere: 69-71
- Hall dell'hotel: 72
- Camere d'albergo: da 73 a 100
- Bar / ristorante: 101
- Osservatorio: 103

### Costruzione
La costruzione è iniziata il 28 settembre 2015. A dicembre 2017, le fondamenta in acciaio erano in costruzione con strutture fuori terra visibili.
La costruzione dovrebbe essere completata tra il 2020 e il 2023.
Costruzione della torre principale nel 2017 (vista da ovest)

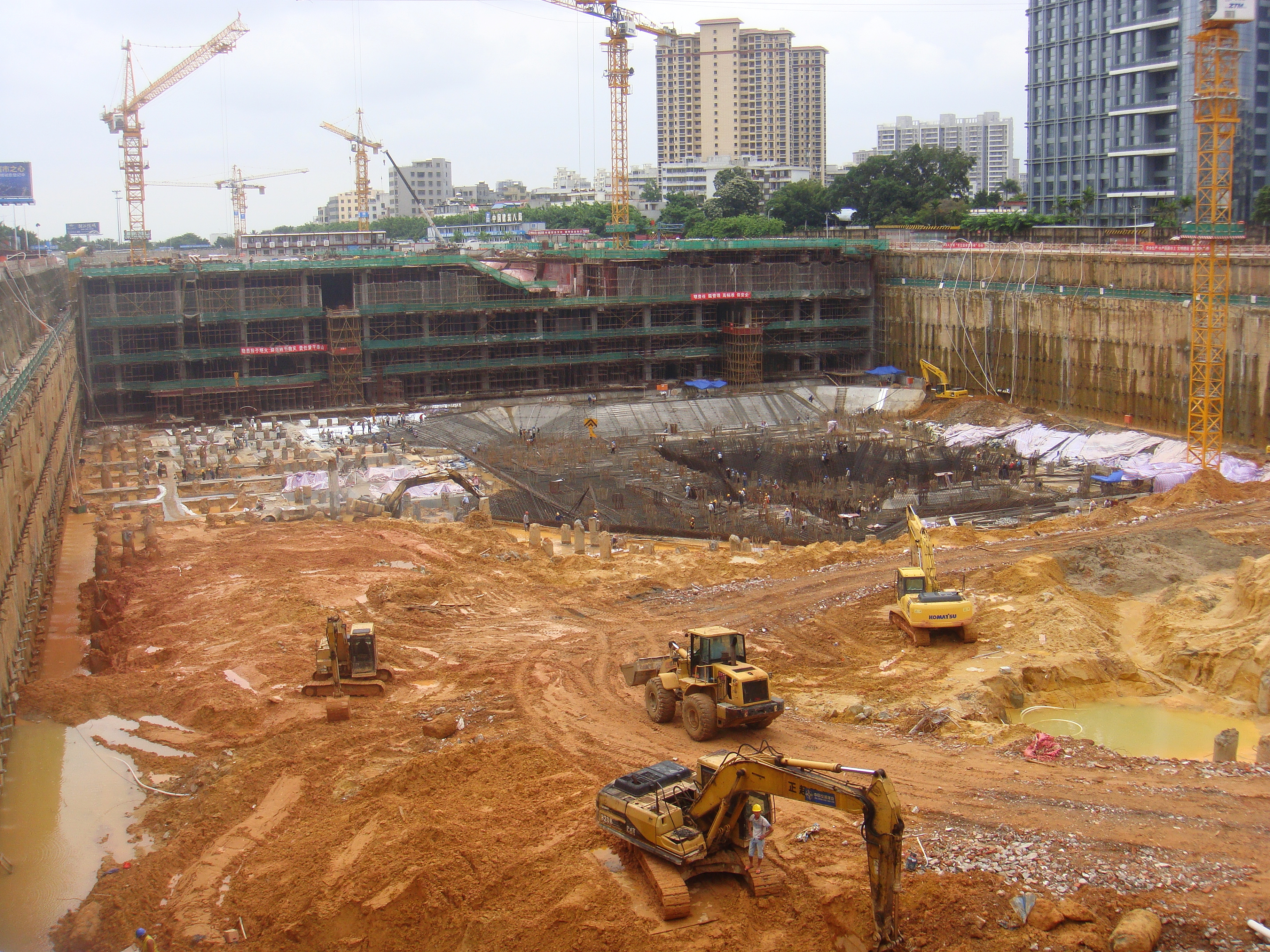
Maggio
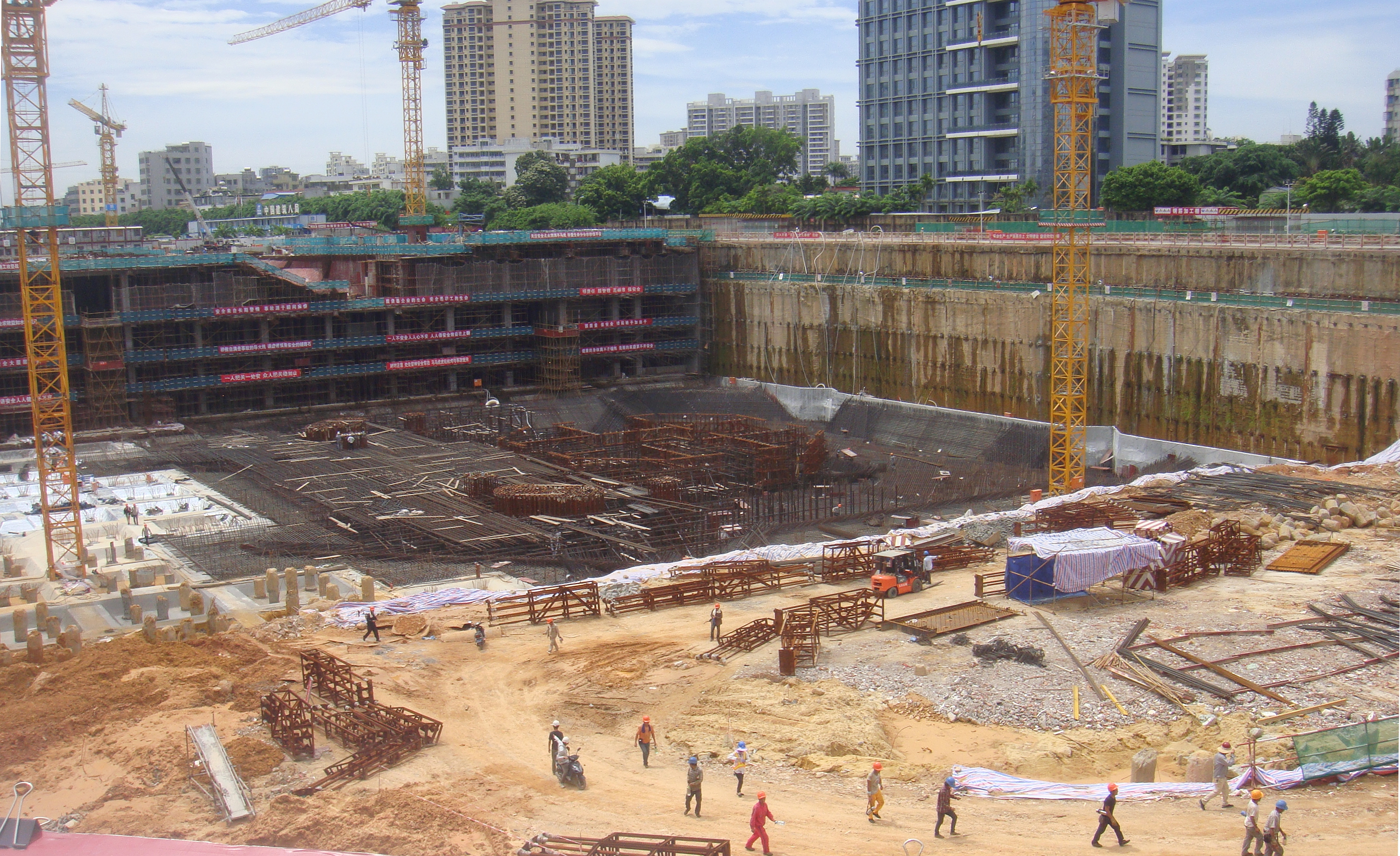
giugno
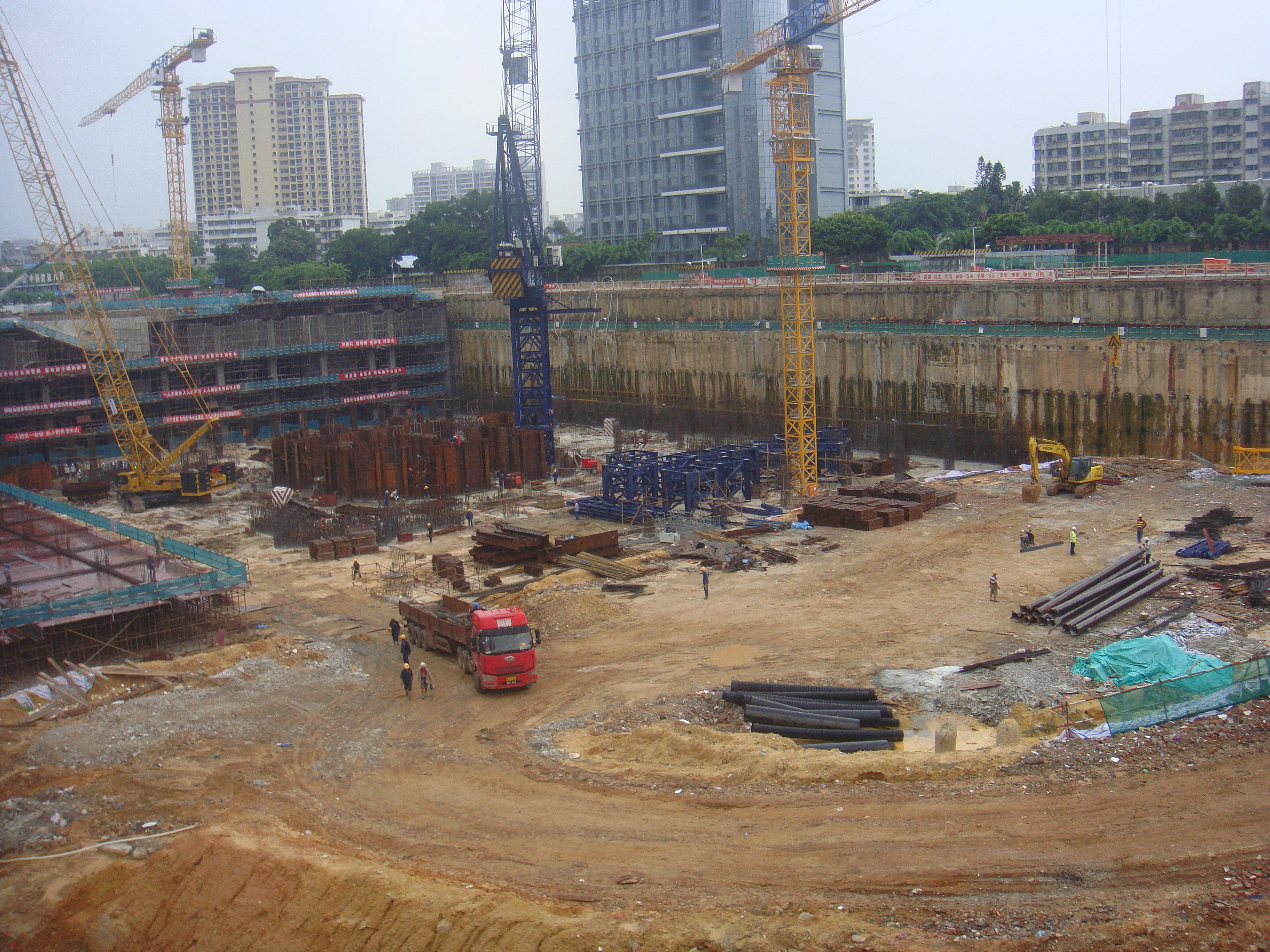
luglio
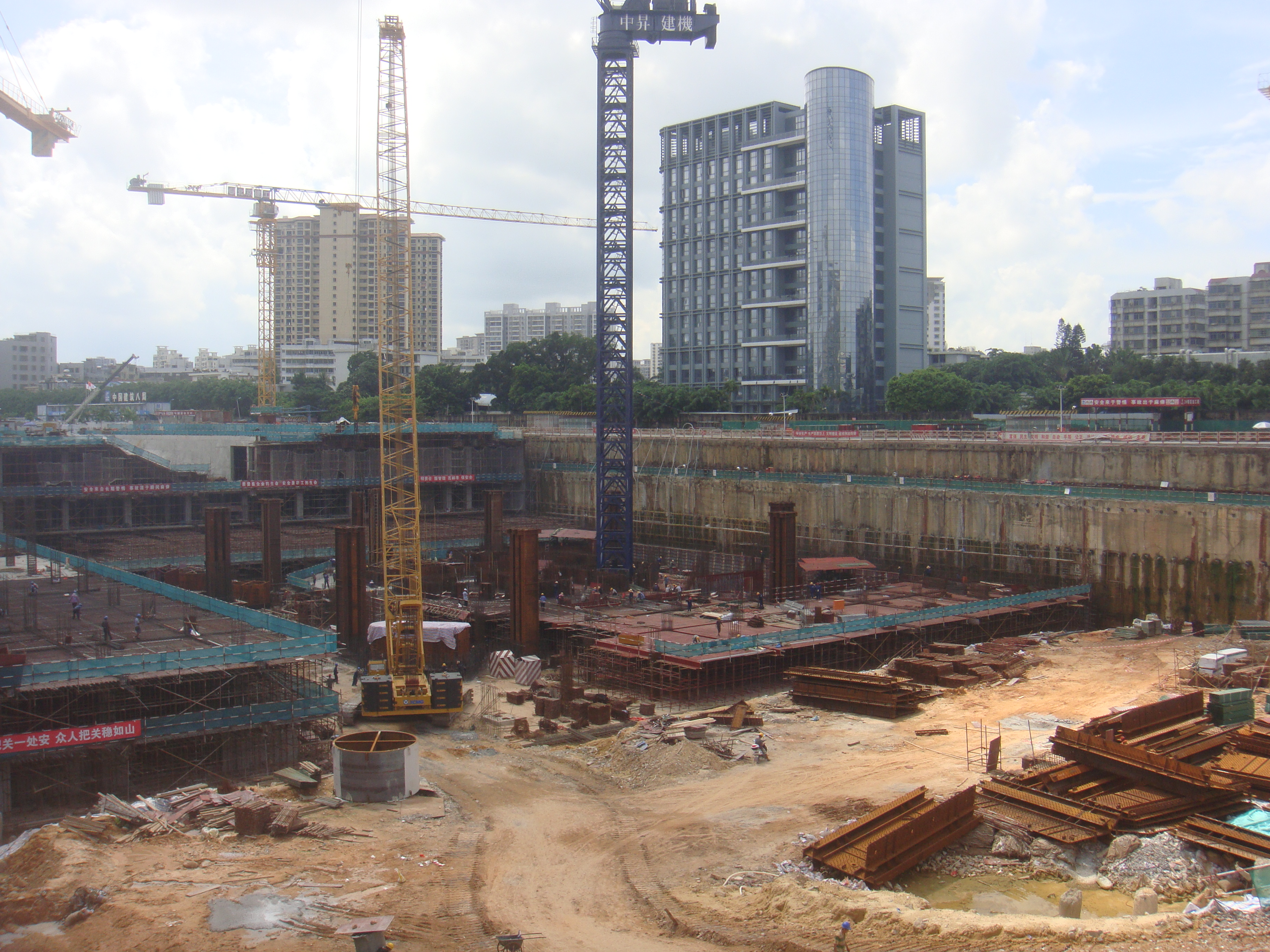
agosto
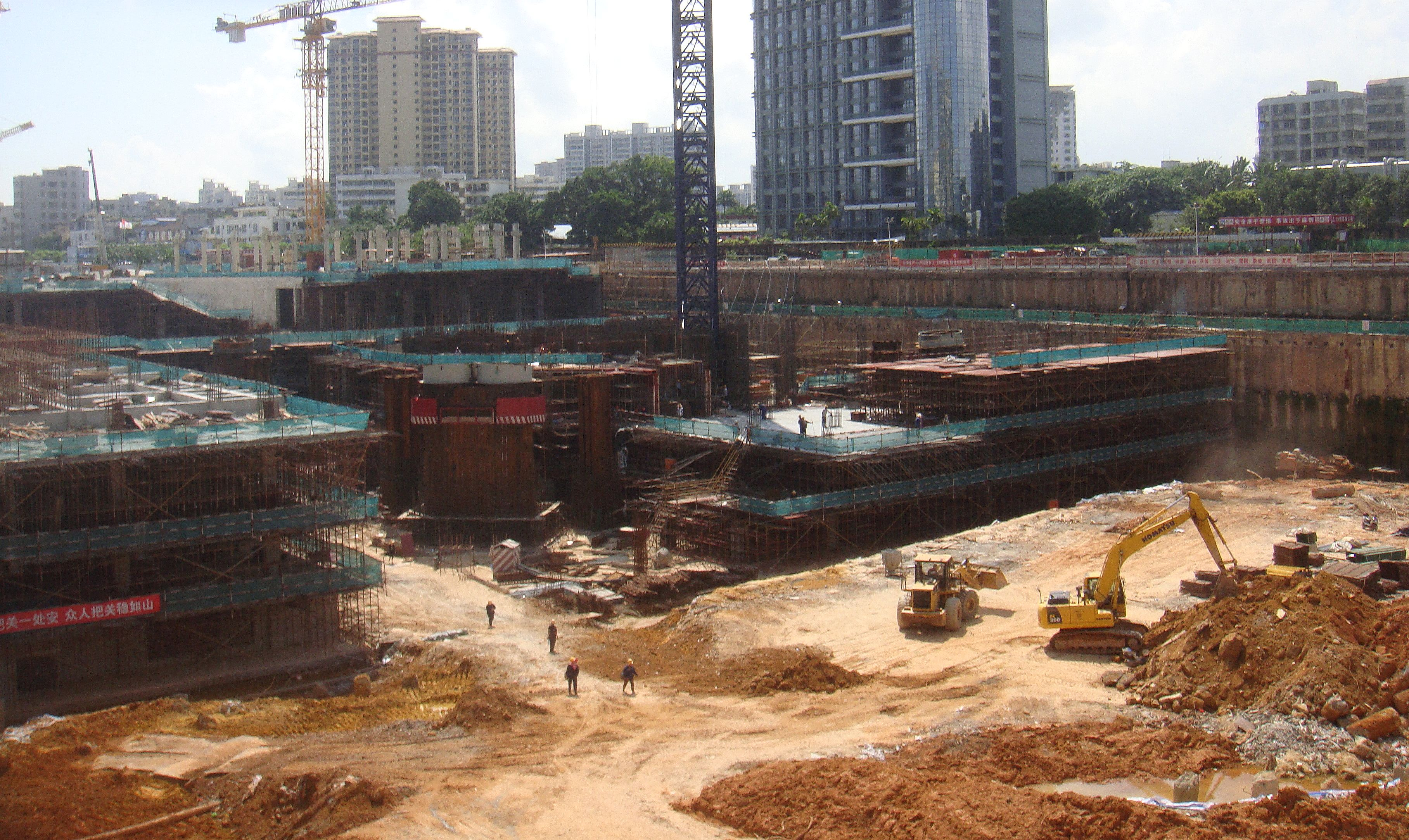
settembre
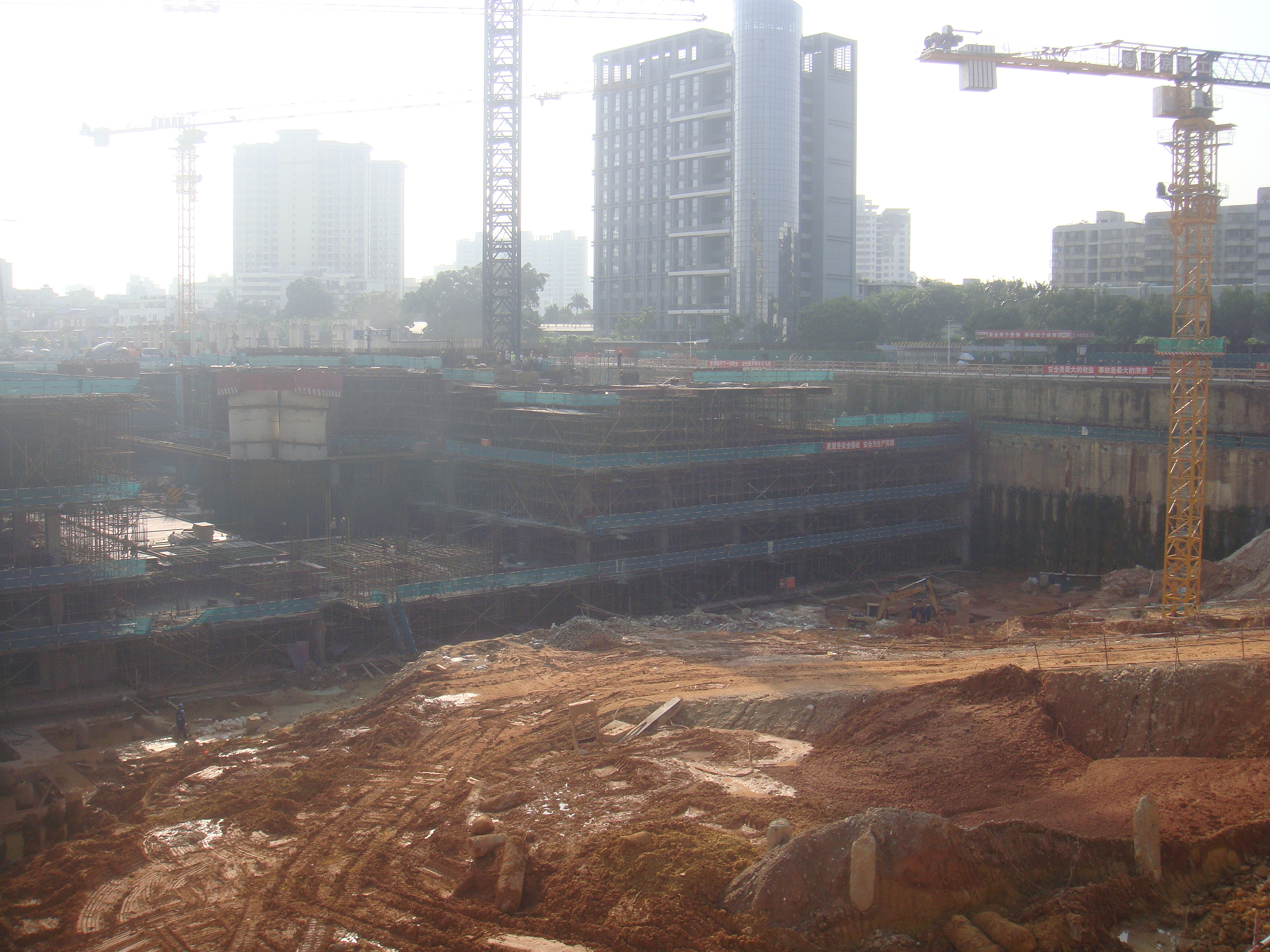
ottobre
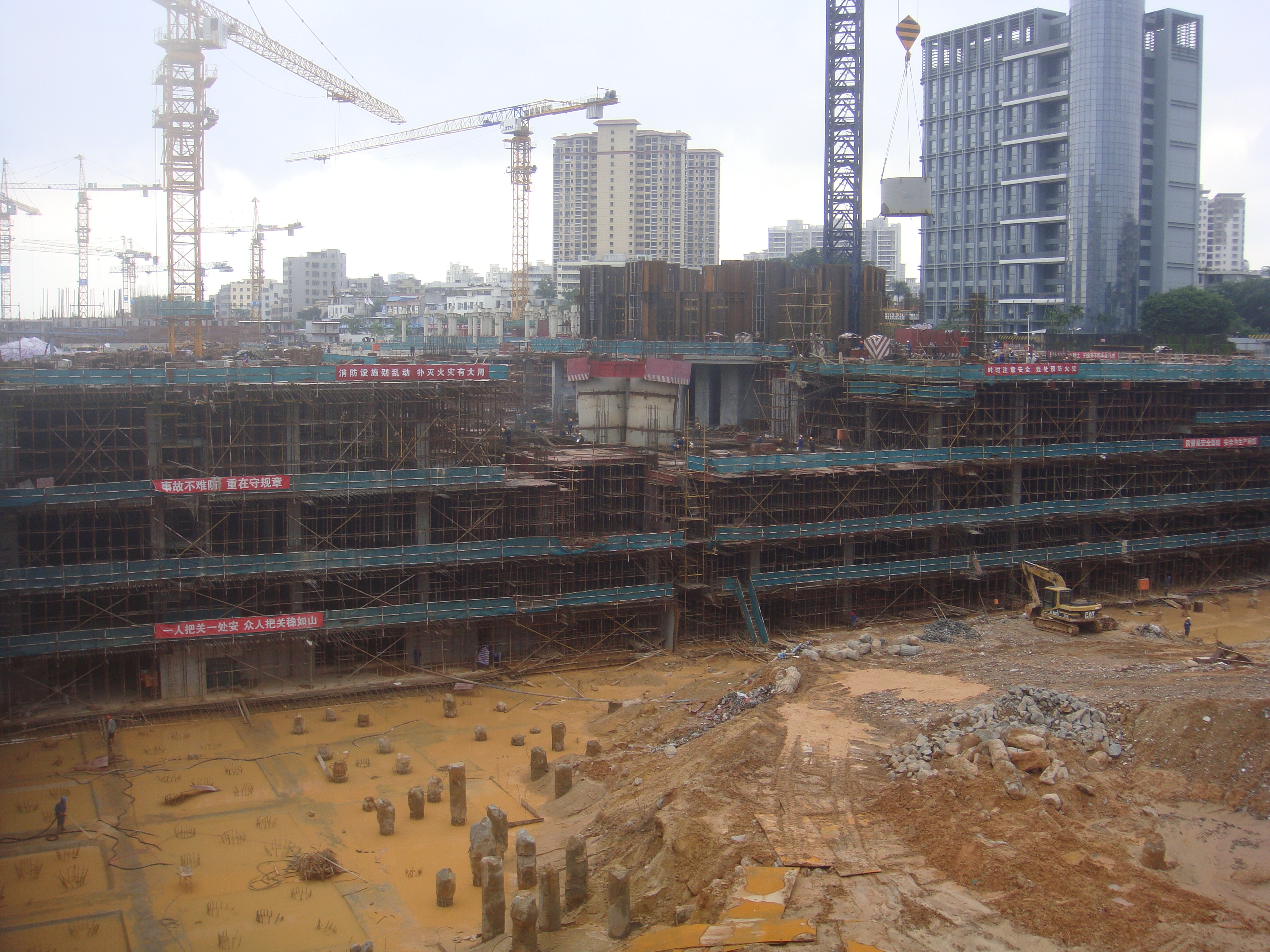
novembre
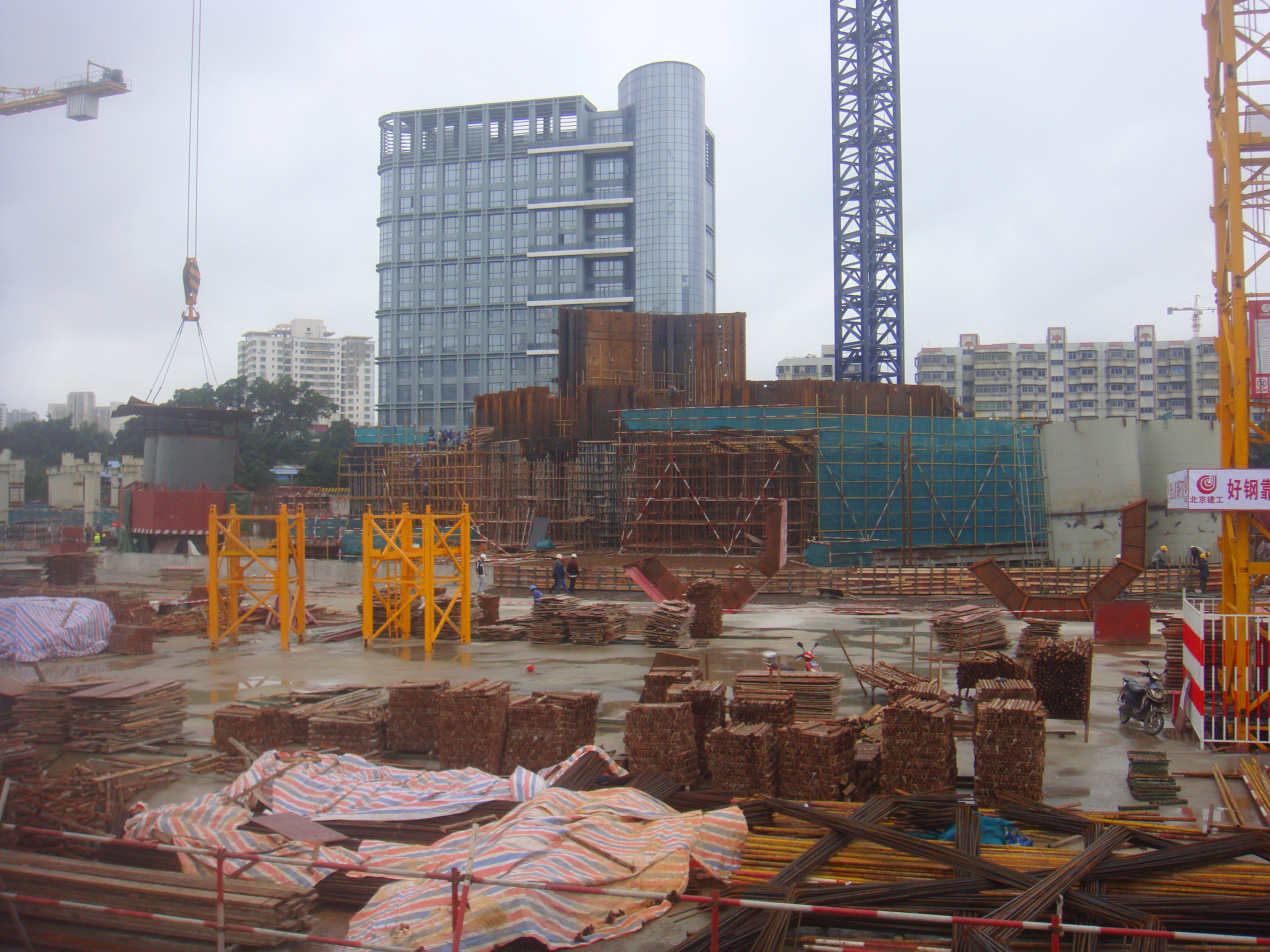
dicembre